# 余卓兒
余卓兒，香港商人，祖籍中國廣東省開平市水口鎮，是麗新國際，乃至整個麗新系的主要股東之一，亦是億京發展集團創始人之一及現任董事會主席。2011年以父親余錦炯名義，於开平市捐资1,000万元人民币兴建肿瘤科大楼。